# Daniel Johansson Swartz
Daniel Johansson Swartz var en svensk elfenbenssnidare verksam i slutet av 1600-talet.
I en fullmakt utfärdad 1697 av änkedrottning Hedvig Eleonora utsågs Swartz till konstdrejare på Drottningholms slott samt understöd till studieresa för att kunna utveckla sin konst. Han var samtidigt lärare till prins Karl och prinsessan Hedvig Sofi som fick svara varsin elfenbensdosa under hans överinseende. Swartz finns representerad vid skattkammarsamlingarna med ett par små elfenbensdosor.